# Saundersiops discalis
Saundersiops discalis är en tvåvingeart som först beskrevs av Townsend 1914.  Saundersiops discalis ingår i släktet Saundersiops och familjen parasitflugor.
Artens utbredningsområde är Peru. Inga underarter finns listade i Catalogue of Life.